# Kottbusser Tor (stacja metra)
Kottbusser Tor – stacja metra w Berlinie na linii U1 i U8. Stacja położona jest w dzielnicy Kreuzberg, w okręgu administracyjnym Friedrichshain-Kreuzberg.